# 七海マンタ
七海 マンタ（ななみ マンタ）は、日本の漫画家。

## 経歴
- 1994年5月 - 講談社第32回ちばてつや賞ヤング部門優秀新人賞受賞（当時のペンネームは家井あやお）。
- 1995年 - 武蔵野美術短期大学部絵画科を卒業。
- 2005年3月 - 講談社第1回イブニング新人賞福本伸行大賞受賞。
- 2006年 - 講談社『イブニング』にて「榊原治療院」を4回掲載。
- 2007年 - デジマ社『コミックガンボ』にて、「救世主伝説アマちゃん」を2回掲載。
- 2008年3月 - 産経新聞社『SANKEI EXPRESS』にて「ecoキャスターキョウコ」を2008年8月まで連載。
- 2009年4月 - 近代映画社『スクリーンプラス』にて「たびこのラテン系レシピ」を2014年11月まで連載。